# Turnov
Turnov (en allemand : Turnau) est une ville du district de Semily, dans la région de Liberec, en République tchèque. Sa population s'élevait à 14 577 habitants en 2025.

## Géographie
Turnov est arrosée par la rivière Jizera et se trouve à 13 km à l'ouest-sud-ouest de Semily, à 22 km au sud-sud-est de Liberec et à 77 km au nord-est de Prague.

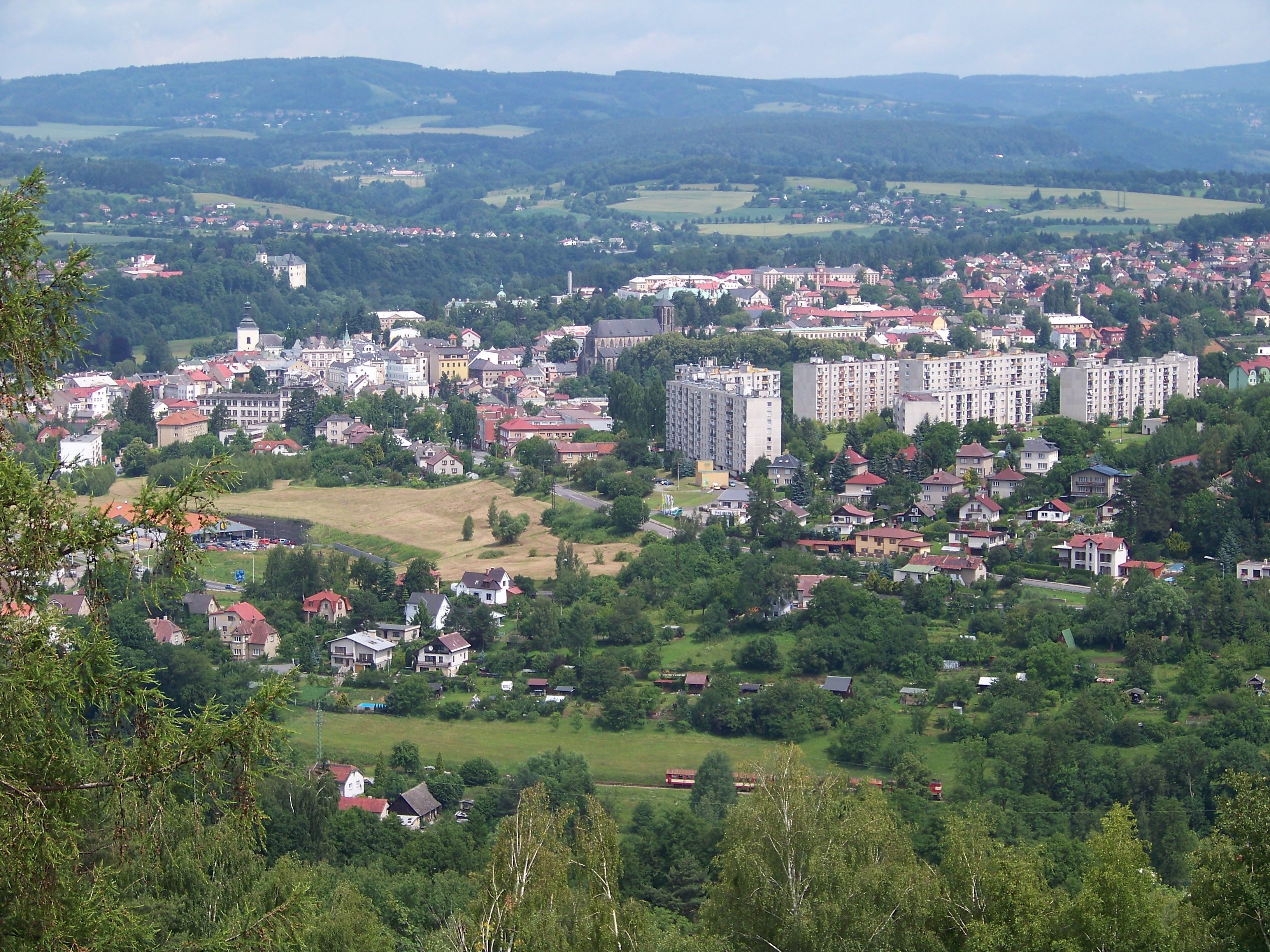
Vue générale de Turnov.

La commune est limitée par Jenišovice et Rakousy au nord, par Mírová pod Kozákovem et Karlovice à l'est, par Kacanovy au sud et par Olešnice, Modřišice, Přepeře et Ohrazenice à l'ouest.

## Histoire
La ville a été fondée en 1272 par Jaroslav et Havel von Markvartice sur un éperon rocheux au-dessus de la Jizera. Plus tard, le pouvoir passe à la famille Wartenberg (de), une importante famille de la noblesse de Bohême, puis à la famille Smiřický von Smiřice (de).
Jusqu'en 1918, la ville de Turnau in Böhmen - Turnov (anciennement Turnau) fait partie de la monarchie autrichienne (empire d'Autriche), puis Autriche-Hongrie (Cisleithanie après le compromis de 1867), chef-lieu du district de même nom, l'un des 94 Bezirkshauptmannschaften en Bohême.

## Population
Recensements (*) ou estimations de la population :
| 1869* | 1880* | 1890* | 1900* | 1910*  |
| ----- | ----- | ----- | ----- | ------ |
| 6 849 | 7 245 | 8 670 | 9 028 | 10 007 |

| 1921* | 1930*  | 1950*  | 1961*  | 1970*  |
| ----- | ------ | ------ | ------ | ------ |
| 9 753 | 11 541 | 11 268 | 12 270 | 13 633 |

| 1980*  | 1991*  | 2001*  | 2011*  | 2015   |
| ------ | ------ | ------ | ------ | ------ |
| 14 550 | 14 398 | 14 513 | 14 472 | 14 362 |

| 2016   | 2017   | 2018   | 2019   | 2020   |
| ------ | ------ | ------ | ------ | ------ |
| 14 349 | 14 330 | 14 312 | 14 334 | 14 420 |

| 2021*  | 2022   | 2023   | 2024   | 2025   |
| ------ | ------ | ------ | ------ | ------ |
| 14 242 | 14 174 | 14 472 | 14 502 | 14 577 |

## Jumelages
- Reeuwijk (Pays-Bas)
- Jawor (Pologne)
- Niesky (Allemagne)
- Keszthely (Hongrie)
- Murska Sobota (Slovénie)
- Alvesta (Suède)
- Idar-Oberstein (Allemagne)
- Zacatepec de Hidalgo (Mexique)

## Galerie

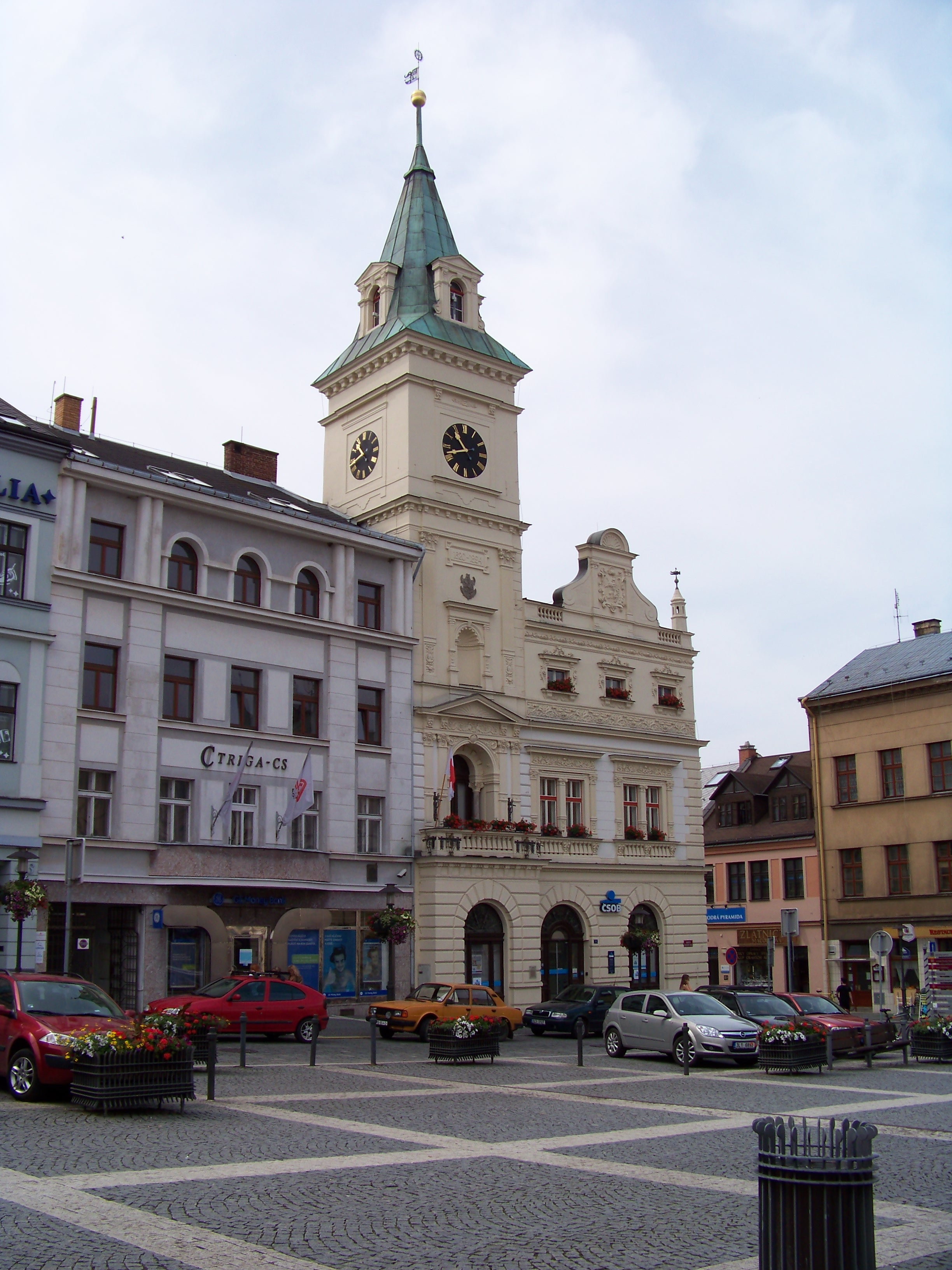
Hôtel de ville sur la place du Paradis de Bohême
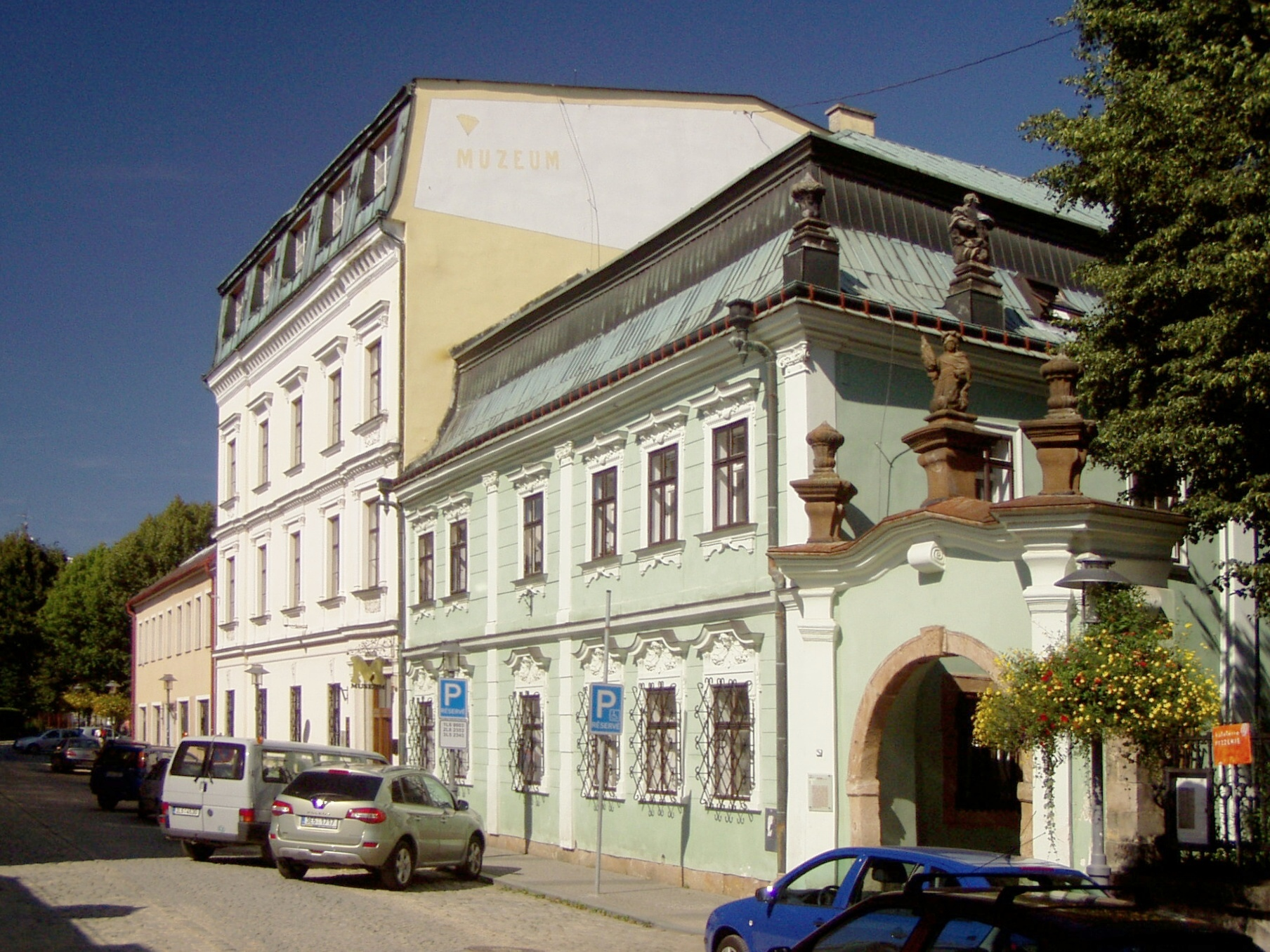
Musée du Paradis de Bohême de Turnov
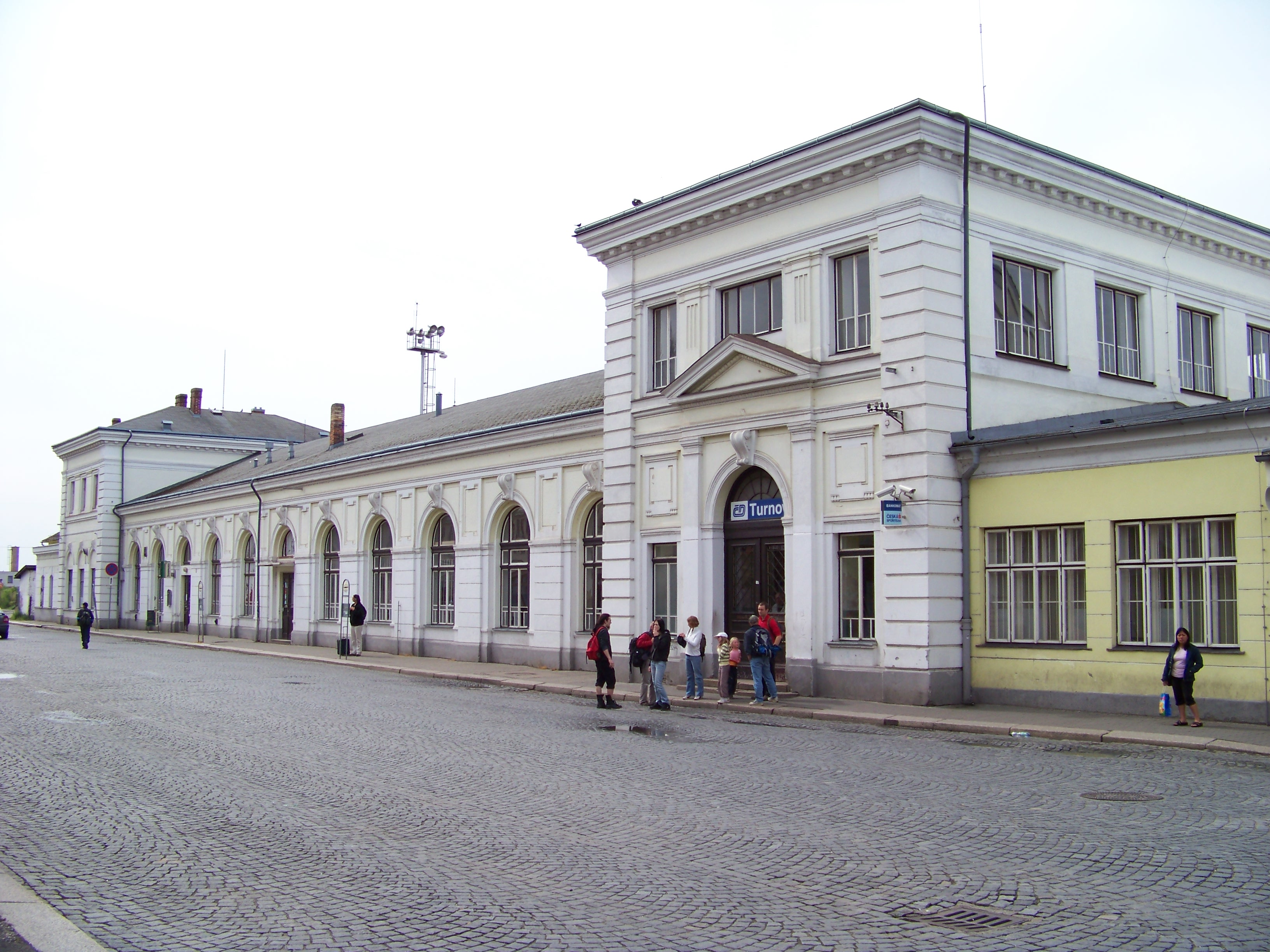
La gare centrale de Turnov
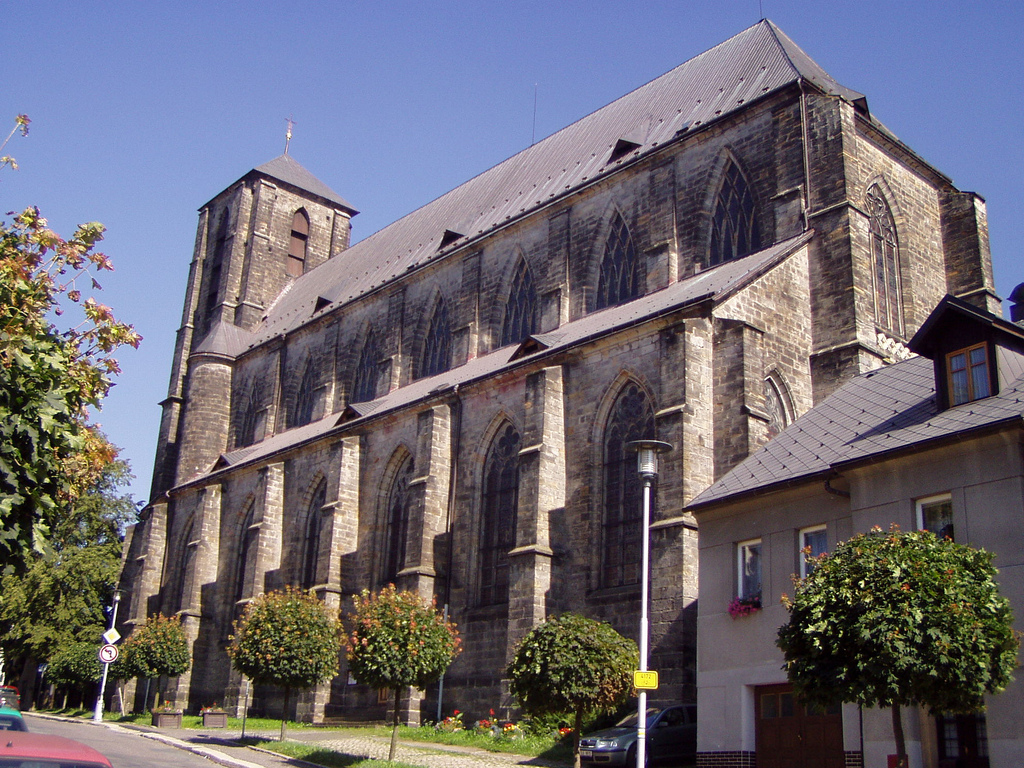
Église de la Nativité de Marie de Turnov
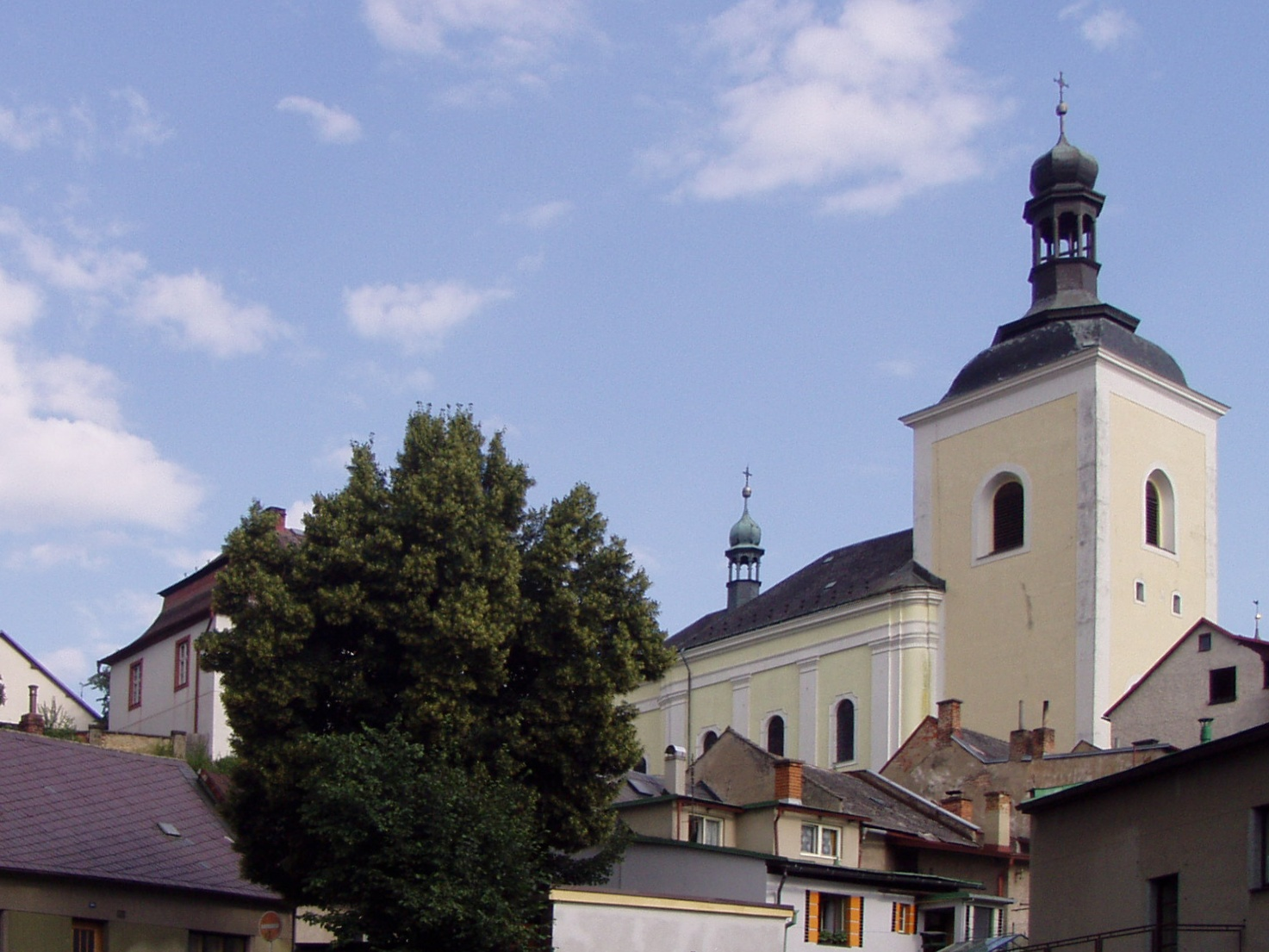
Église Saint-Nicolas de Trávnice
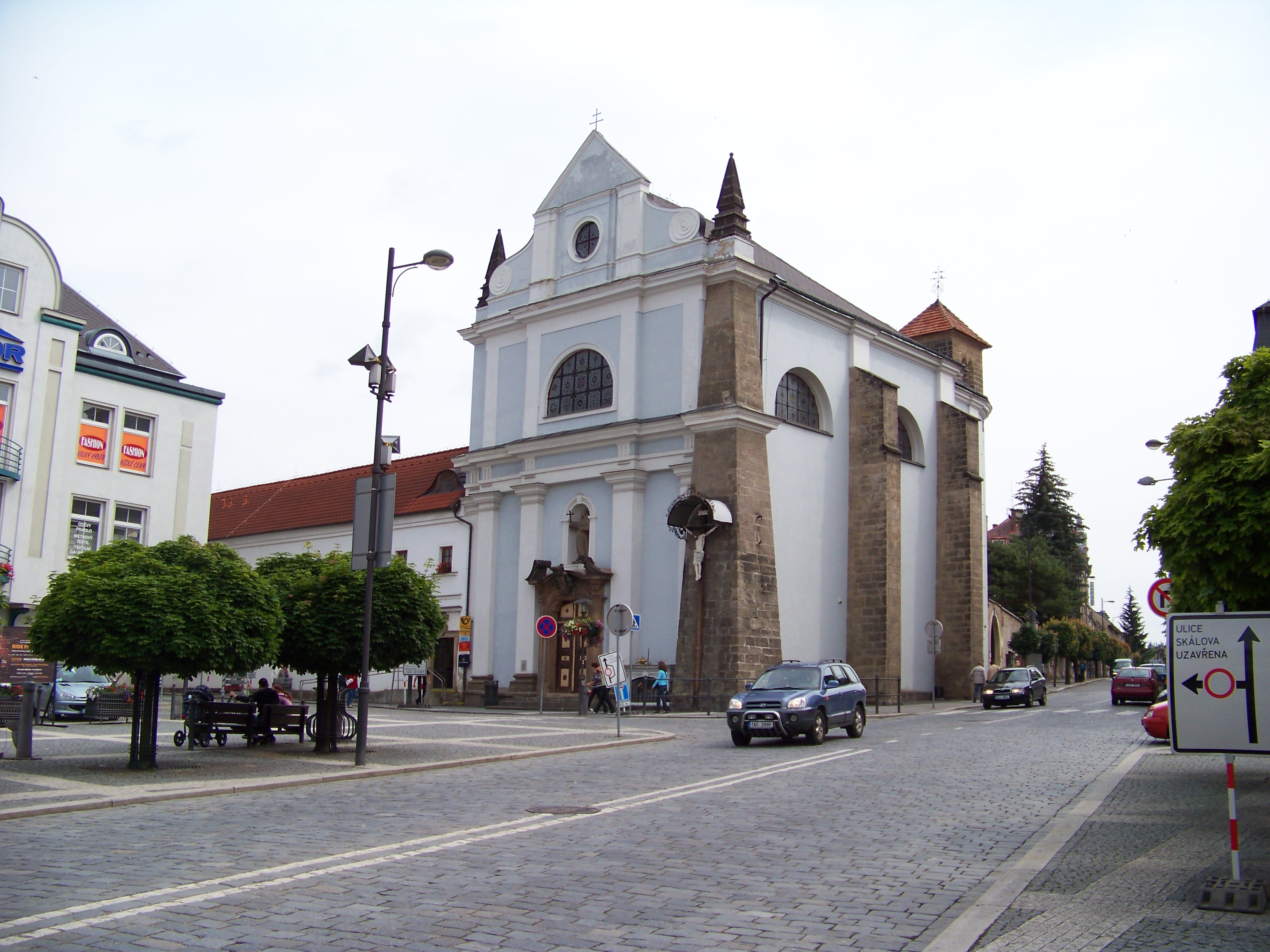
Église Saint François d'Assise de Turnov
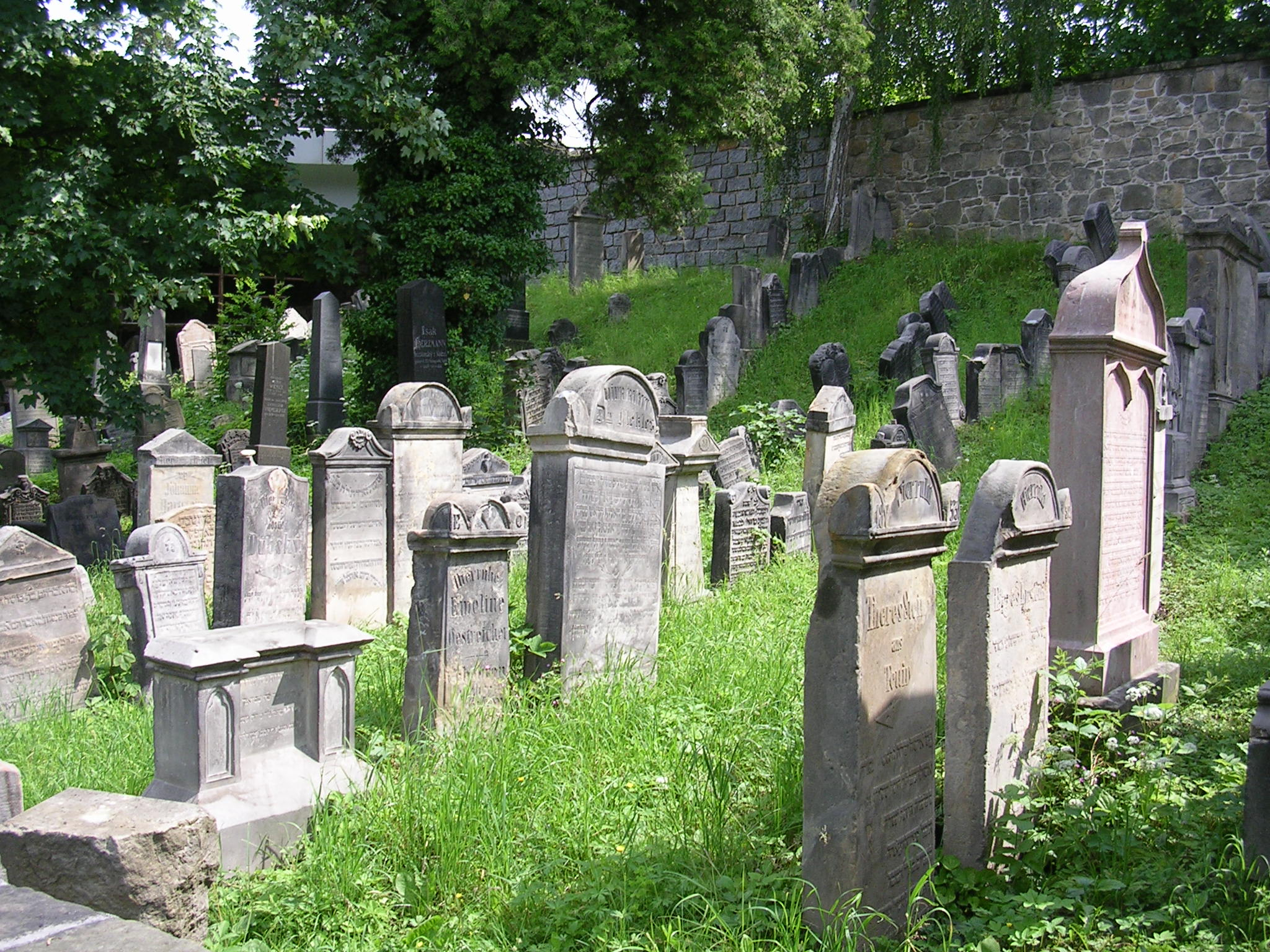
Cimetière juif de Turnov

## Transports
Par la route, Turnov se trouve à 18 km de Semily, à 26 km de Liberec et à 91 km de Prague.

## Liens
- (cs + en + de + pl) Site officiel de Turnov
- (cs + en + de) Site officiel de Musée du Paradis de Bohême